# Labus spiniger
Labus spiniger är en stekelart som beskrevs av Henri Saussure 1867. Labus spiniger ingår i släktet Labus och familjen Eumenidae. Inga underarter finns listade i Catalogue of Life.